# Świnia Góra (Odrowążek)
Świnia Góra – część wsi Odrowążek w Polsce położona w województwie świętokrzyskim, w powiecie skarżyskim, w gminie Bliżyn.
W latach 1975–1998 miejscowość administracyjnie należała do województwa kieleckiego.
Przed 2023 r. miejscowość była miejscowością typu osada leśna.